# 石巻山多米県立自然公園
石巻山多米県立自然公園（いしまきさんためけんりつしぜんこうえん）は、愛知県にある総面積2,061haの県立自然公園である。

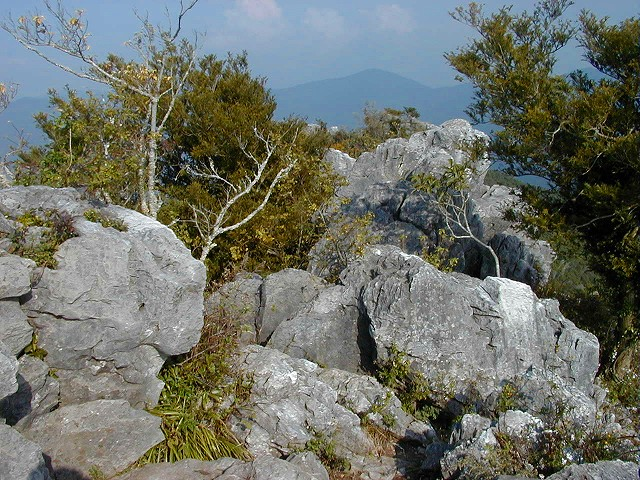
石巻山山頂

## 沿革
- 1969年3月14日 愛知県の県立自然公園として指定。

## 概要
石巻山多米県立自然公園は、愛知県と静岡県との県境を走る弓張山系一帯の地域である。特に中核となる石巻山には山頂に石巻神社が祭られ、その付近一帯は天然林である石灰岩地帯植物群落が拡がっている。植物生態学上貴重な植物分布や動物がみられ、また鉱物にも富んだ自然の宝庫である。湧水湿地として国内最大級の広さを誇る葦毛湿原には植物学上貴重なものが多くみられる。その他、嵩山の蛇穴や赤岩山、重要文化財を所蔵する普門寺等が当県立自然公園に包蔵される。愛知県のみならず、多米街道を通じて静岡県側からも親しまれる県立自然公園である。

## 区域
- 豊橋市の一部

## 主要利用地区
- 石巻山
- 嵩山蛇穴
- 正宗寺
- 多米峠
- 普門寺
- 石巻神社
- 葦毛湿原